# Banditaccia
Banditaccia je velika etruščanska nekropola, primjer pogrebnih običaja od 9. do 1. st. pr. Kr. i izravan svjedok vrhunca etruščanske kulture kao najranije urbane civilizacije sjevernog Sredozemlja koja je prethodila rimskoj. 
Ova nekropola u gradu Cerveteriju je remek-djelo kreativnosti i genijalnosti Etruščana. Neke su grobnice monumentalne, isklesane iz žive stijene i zatvorene impresivnim tumulima (grobnim humcima). Mnoge imaju isklesane unutarnje zidove, dok druge imaju zidne slike izvanredne kvalitete. Zbog toga su, zajedno s onima u Monterozziju (groblje Tarkvinije) upisani na UNESCO-ov popis mjesta svjetske baštine u Europi 2004. godine.
Nekropola se sastoji od tisuća grobova koji pokrivaju površinu od 400 ha organiziranih poput gradskog plana, s ulicama, malim trgovima i četvrima. Na lokaciji se nalaze veoma različite grobnice: rovovi isklesani iz stijene, tumuli, i poneke iz stijene isklesane grobnice u obliku nastambe ili kuće sa svim bogatstvom građevinskih detalja. 
Grobnice datiraju od 9. (Vilanovska kultura) do 3. st. pr. Kr (kasno Etrursko razdoblje). Najstarije grobnice su u obliku jame u obliku vrča u koju se spremao pepeo pokojnika. Iz Etrurskog razdoblja su dvije vrste grobnica: tumuli ispod humaka i tzv. "dice" – kvadratne grobnice u dugim nizovima pored “cesta”. Postoje dvije glavne takve ceste: Via dei Monti Ceriti i Via dei Monti della Tolfa (6. st. pr. Kr.).
Tumuli su kružni zemljeni humci ispod kojih su grobnice isklesane u živoj stijeni, a predstavljaju rekonstrukciju kuće pokojnika s hodnikom (dromos), središnjom dvoranom i par soba. Ove grobnice su jedini dokaz etruščanske stambene arhitekture i urbanističkog planiranja drevnih Etruščanskih gradova. Kao takve, one su i najraniji primjer urbanizma u zapadnoj Europi.
Najslavniji tumul je Tomba dei Rilievi (Grobnica reljefa, 3. st. pr. Kr.), koja je prema natpisima sa zidova pripadala čovjeku po imenu Matunas, a bila je ukrašena izvrsnom serijom fresaka, reljefa i skulptura velike serije ondašnjih alatki. 
Najnovije su grobnice iz 3. st. pr. Kr. a imaju izvanjsku oznaku (cippiI, kružnu za muškarce i u obliku male kuće za žene.
Većina nalaza iz Banditaccija se danas nalazi u Državnom etruščanskom muzeju u Rimu i Arheološkom muzeju u Cerveteriju.

## Poveznice
- Etruščanska umjetnost

## Vanjske poveznice
- Galerija fotografija (Banditaccia)
- Nekropola u Banditacciji